# Bhuvaneka Bahu II
Bhuvenaka Bahu II fou rei de Dambadeniya (1310 a 1325/1326). Era fill de Bhuvaneka Bahu I i va succeir a Parakramabahu III.
Va traslladar la capital a Kurunagala (Hatthiselapura). Fou un gran partidari del budisme i es va dedicar a obres de caritat o bones obres en general. Cada un dels dos anys del seu regnat va celebrar una festa de coronació seguida d'un festival d'ordenació de monjos.
A la seva mort el va succeir el seu fill Parakramabahu IV.